# Kwadwo Opoku
Kwadwo Opoku (Accra, 13 luglio 2001) è un calciatore ghanese, attaccante del CF Montréal.

## Carriera
Muove i primi passi nel mondo del calcio in patria presso l'Attram de Visser Soccer Academy. Il 6 ottobre 2020 viene acquistato dal Los Angeles FC, con cui debutta in MLS il 12 ottobre successivo, nell'incontro vinto per 3-1 contro i Seattle Sounders, subentrando al 93' a Bradley Wright-Phillips. Due mesi dopo arriva anche l'esordio in CONCACAF Champions League, contro i messicani del Cruz Azul, siglando il gol del definitivo 2-1 a favore della sua squadra.
Il 5 luglio 2023 passa al CF Montréal.

## Statistiche

### Presenze e reti nei club
Statistiche aggiornate al 23 febbraio 2025.
| Stagione              | Squadra               | Campionato            | Campionato | Campionato | Coppe nazionali | Coppe nazionali | Coppe nazionali | Coppe continentali | Coppe continentali | Coppe continentali | Altre coppe | Altre coppe | Altre coppe | Totale | Totale |
| Stagione              | Squadra               | Comp                  | Pres       | Reti       | Comp            | Pres            | Reti            | Comp               | Pres               | Reti               | Comp        | Pres        | Reti        | Pres   | Reti   |
| --------------------- | --------------------- | --------------------- | ---------- | ---------- | --------------- | --------------- | --------------- | ------------------ | ------------------ | ------------------ | ----------- | ----------- | ----------- | ------ | ------ |
| ott.-dic. 2020        | Los Angeles FC        | MLS                   | 3+1        | 0+0        |                 | -               | -               | CCL                | 2                  | 1                  |             | -           | -           | 6      | 1      |
| gen.-mag. 2021        | Los Angeles FC        | MLS                   | 4          | 0          |                 | -               | -               |                    | -                  | -                  |             | -           | -           | 4      | 0      |
| mag. 2021             | Las Vegas Lights      | USLC                  | 1          | 0          |                 | -               | -               |                    | -                  | -                  |             | -           | -           | 1      | 0      |
| 2022                  | Los Angeles FC        | MLS                   | 34+3       | 7+1        | USOC            | 3               | 0               |                    | -                  | -                  |             | -           | -           | 40     | 8      |
| feb.-lug. 2023        | Los Angeles FC        | MLS                   | 19         | 2          | USOC            | 1               | 0               | CCL                | 8                  | 2                  |             | -           | -           | 26     | 4      |
| Totale Los Angeles FC | Totale Los Angeles FC | Totale Los Angeles FC | 60+4       | 9+1        |                 | 4               | 0               |                    | 10                 | 3                  |             | -           | -           | 77     | 12     |
| lug.-dic. 2023        | CF Montréal           | MLS                   | 12         | 4          | CC              | -               | -               |                    | -                  | -                  | LC          | 2           | 0           | 14     | 4      |
| 2024                  | CF Montréal           | MLS                   | 16+1       | 2+0        | CC              | -               | -               |                    | -                  | -                  | LC          | 2           | 0           | 19     | 2      |
| 2025                  | CF Montréal           | MLS                   | 1          | 0          | CC              | -               | -               |                    | -                  | -                  | LC          | -           | -           | 1      | 0      |
| Totale CF Montreal    | Totale CF Montreal    | Totale CF Montreal    | 29+1       | 6+0        |                 | -               | -               |                    | -                  | -                  |             | 4           | 0           | 34     | 6      |
| Totale carriera       | Totale carriera       | Totale carriera       | 95         | 16         |                 | 4               | 0               |                    | 8                  | 3                  |             | 4           | 0           | 112    | 18     |

## Palmarès

### Club

#### Competizioni nazionali
- MLS Supporters' Shield: 1

Los Angeles FC: 2022
- Campionato MLS: 1

Los Angeles FC: 2022